# Surjaha
Surjaha (en népalais : सुर्जाहा) est un comité de développement villageois du Népal situé dans le district de Parsa. Au recensement de 2011, il comptait 4 156 habitants.